# Jefferson Rueda
Jefferson Rueda é um chef de cozinha brasileiro nascido em São José do Rio Pardo. Comandou as cozinhas de vários restaurantes na cidade de São Paulo  e hoje é proprietário dos empreendimentos A Casa do Porco, Bar da Dona Onça (com sua mulher Janaína Rueda), Sorveteria do Centro, Hot Pork.

## Biografia
Trabalhou como açougueiro em sua cidade natal e posteriormente formou-se em gastronomia no SENAC. Em 2003 foi o representante do Brasil no Bocuse D’Or. Já trabalhou nos restaurantes Madeleine, Parigi, Pomodori, Attimo todos em São Paulo. Também esteve nas cozinhas do El Celler Can Roca, Can Fabes, Santi Santamaria, na Europa. Também estagiou nas fazendas/fábricas de embutidos derivados de porco Els Casals e Buti Fajas responsáveis por produzir jamóns de excelente qualidade, reconhecidos em todo o mundo.

## Livros
A cozinha caipira do Chico Bento. São Paulo. Senac, 2016 - escrito em co-autoria com Maurício de Souza.